# Brill Sámuel Lőb
Brill Sámuel Lőb (Pest, 1814. szeptember 24. – Pest, 1897. április 8.) pesti rabbi.

## Élete
Brill Azriel fia volt. A felvilágosult rabbiülnök fiát a Talmud és héber tudományok mellett világi tudományokra is taníttatta és mielőtt jesivára küldte, előbb az evangélikus gimnáziumban 6 osztályról vizsgát tétetett vele. Kismartonban Perls Mózes rabbinak volt kedvenc tanítványa, 19 éves korában Szófer Mózes tanítványa Pozsonyban, hol feltűnt nagy tudásával, de idegenkedve látták, hogy világi tudományokkal is foglalkozik. Ezután 4 évig nevelősködött az akkor híres pozsonyi Pappenheim-családnál, mely idő alatt roppant szorgalommal foglalkozott a héber, latin és görög irodalommal. Majd Prágában Kauders Sámuel rabbi oldalán tökéletesítette talmudi tudását, az egyetemen pedig bölcsészetet hallgatott. Tanulmányainak befejeztével atyjának segédkezett a lelkészkedésben és ennek 1853-ban bekövetkezett halála után hivatali utóda lett, míg a pesti hitközség 1874-ben rabbisági elnökké nevezte ki. A kormány megbízásából 1864-ben részt vett a rabbiszemináriumot előkészítő bizottság munkálataiban és az 1877-ben megnyílt intézetben egy évtizeden át előadta a Talmudot. Az 1868-1869. évi kongresszuson tekintélyét a korszerű haladás mellett vetette latba. A talmudi tudomány terén elismert szaktekintély volt. Az ország legnagyobb hitközségének rabbisága elé kerülő sokféle, gyakran bonyolult rabbinikus kérdést mély tudással és biztos ítélőképességgel oldotta meg. A zsidó tudománynak örök vesztesége, hogy minden írásbeli munkának közzétételétől tartózkodott, minek folytán közel 50 évi lelkészkedése alatt adott vallásügyi döntései nincsenek rögzítve. Belső értékével egyesült tiszteletet parancsoló volt tekintélyes külseje. Élesen látó emberismerő volt, ki egy ötletes megjegyzésével sokszor egész jellemeket festett. Bár szűkös anyagi viszonyok közt élt, mégis ritka művekben bővelkedő nagybecsű könyvtárat szerzett, mely halála után az Országos Rabbiképző könyvtárában nyert el helyezést. Ugyanabban a Király utcai házban halt meg, amelyben 82 évvel azelőtt született. Életrajzát Blau Lajos írta meg.

## További irodalom
- Blau Lajos: Brill Sámuel Lőw, a pesti rabbiság elnöke (1814–1897). Élet- és jellemrajz. Athenaeum, Budapest, 1902. 112 o.